# Ревенко Владислав Дмитрович
Владисла́в Дми́трович Реве́нко (нар. 7 лютого 1995, м. Кривий Ріг Дніпропетровської області — пом. 24 лютого 2022, між селами Дубовичі та Бистрик Конотопського району на Сумщині) — лейтенант 831-ї бригади тактичної авіації Повітряних сил Збройних сил України, відзначився у ході російського вторгнення в Україну.

## Життєпис
Владислав Ревенко народився 1995 року в місті Кривий Ріг Дніпропетровської області. Закінчив Харківський національний університет Повітряних Сил імені Івана Кожедуба. Проходив військову службу на посаді командира взводу радіотехнічного забезпечення роти зв'язку та радіотехнічного забезпечення батальйону зв'язку та радіотехнічного забезпечення військової частини А1356 831-ї бригади тактичної авіації Повітряних сил Збройних сил України.
24 лютого 2022 року в перший день повномасштабного російського вторгнення в Україну під час виходу військової техніки у складі колони з місця виконання бойового завдання на території Сумської області (м. Глухів) між селами Дубовичі та Бистрик Конотопського (до 2020 року — Кролевецького) району на Сумщині, автомобіль, в якому перебував Владислав Ревенко, влучив снаряд, випущений ворожою артилерією Росії. Разом з Владиславом Ревенком загинув на місці також старший солдат Михайло Семеняк.
Похований 2 квітня 2022 року в місті Кривий Ріг.

## Родина
У Владислава Ревенка залишилися дружина.

## Пам'ять
Розпорядженням голови Дніпропетровської обласної державної адміністрації від 26 липня 2024 року № Р-314/0/3-24 «Про перейменування об’єктів топонімії населених пунктів Дніпропетровської області» вулицю Скляра перейменовано на вулицю Владислава Ревенка.